# Moon-sur-Elle
Moon-sur-Elle é uma comuna francesa na região administrativa da Normandia, no departamento Mancha. Estende-se por uma área de 9,9 km². Em 2010 a comuna tinha 844 habitantes (densidade: 85,3 hab./km²).